# Arístides Martínez
Arístides Martínez Cuadros (La Serena, 1847-Santiago, Chile, 27 de marzo de 1908) fue un militar y político chileno. Fue hijo de Victoriano Martínez Gutiérrez y Josefa Cuadros Pumarada. Se casó en el año 1881, con María Teresa Cuadros y no tuvo descendencia.
Arístides Martínez tuvo 3 hermanos; en verdad, eran naturales de Barraza al interior de Ovalle. Su hermano Marcial fue Ministro de Chile en Londres, trabó amistad con el Príncipe de Gales. Su hermana Lucía se graduó de doctora en Oxford y su hermano Francisco también se tituló de médico, siendo profesor de la Facultad de Medicina y un brillante científico.

## Vida Militar
Estudió ingeniería en la Escuela Militar. Se incorporó al Ejército en el año 1864, con el grado de subteniente.
Fue agregado a la comisión encargada de las fortificaciones de Valparaíso.
Después de cumplir con otras comisiones, fue enviado a la Araucanía, en 1868, donde se le destinó al levantamiento de planos y a la exploración de algunos ríos y puntos ignorados. En ese entonces, ya tenía el título de ingeniero geógrafo.
En 1872 fue enviado en comisión a Europa bajo las órdenes del coronel Emilio Sotomayor. Fiscalizó la fabricación de fusiles para el ejército. El gobierno belga le concedió patente de privilegio exclusivo por su invento de dos sistemas de tiro aplicables a revólver y fusil.
En 1873 regresó y se le confiaron diversas comisiones de ingeniería militar.
En 1876 fue electo diputado suplente por Coquimbo, periodo 1876-1879.
El mismo año 1876 fue nombrado intendente y comandante de armas de Ñuble.
En la guerra de 1879 acompañó como ingeniero militar al ministro de Guerra, Cornelio Saavedra.
Participó activamente en las campañas de la Guerra del Pacífico, siendo miembro del estado mayor y General de División del ejército de Reserva chileno durante la Campaña de Lima.

## Reconocimiento a Ilo, Pacocha y Moquegua
Como teniente coronel, el ejército chileno lo envió a cargo del Batallón Lautaro con 500 hombres y 12 Granaderos a caballo con rumbo a Ilo y Pacocha, para levantar planos de la región considerando un próximo desembarque masivo en el lugar.
El 31 de diciembre de 1879 desembarcaron en Ilo, posesionándose de la maestranza del ferrocarril y de la oficina del telégrafos. Exploraron la vía ferrocarril al poblado de Moquegua, donde se encontraba la 1.ª División del 2.º ejército del Sur, con 1.300 hombres del Granaderos de Cuzco, Canchis, Canas y Grau.
Al llegar a la estación, esta se encontraba llena de gente quienes los confundieron con tropas peruanas. La población se lanzó en huida, incluyendo al Teniente Chocano con sus hombres hacia la cuesta de Los Ángeles.
La División chilena pasó la noche de año nuevo en los alrededores de Moquegua. Al aclarar el día 1 de enero, la ciudad fue rendida por los extranjeros residentes, entrando los chilenos sin resistencia.
Cumplida la misión, las tropas chilenas se embarcaron en ferrocarril de vuelta a la costa. Los peruanos habían sacado los rieles en varias partes, pero previendo esto, llevaban rieles de repuesto en el tren.
La expedición llegó a Ilo el día 2 de enero, embarcándose rumbo a Pisagua, y confirmando la factibilidad de desembarco para la futura campaña.
Efectivamente, entre el 18 y 25 de febrero se embarcaron en Pisagua unos 9.500 soldados, que formaban 3 divisiones. El convoy llegó a Ilo el 26 de ese mes, desembarcando 5.000 efectivos el primer día, y los restantes 4500 desembarcaron al día siguiente, sin resistencia.
En 1880 se le nombró jefe del Estado Mayor de la 2.ª división del ejército expedicionario.
Después de la victoria de Tacna, desempeñó la comandancia general de armas. En 1881 sirvió la jefatura del ejército de reserva.
Durante la ocupación de Lima fue nombrado jefe de la infantería y luego tuvo la comisión de perseguir al ejército vencido.
Se le confió la ocupación de los puertos del norte del Perú y estableció los servicios públicos de aquella zona y la explotación de guano en la isla de Lobos.

## Vida política
Después de la guerra, fue intendente de Atacama, comandante general de ingenieros y encargado de vigilar las construcciones de algunos puertos y de la Escuela Militar.
En 1885 fue electo senador suplente por Atacama, periodo 1882-1888.
Fue elegido por 3 años, en 1885, como subrogante de Ramón Allende Padín.
Integró la Comisión Permanente de Guerra y Marina.
Terminó su mandato y se fue a Europa como ayudante del general Baquedano.
La revolución de 1891 lo encontró fuera del país.
En 1892 fue nuevamente intendente de Atacama, y dos años más tarde desempeñó el cargo de inspector general de instrucción militar.
En 1897 dirigió las fortificaciones de Talcahuano, y al año siguiente fue nombrado perito en la demarcación de límites con Argentina.
Ascendió a general de brigada en 1897 y a general de división en 1899.
Obtuvo su retiro absoluto en el año 1904.
Fue propietario de minas de cobre y oro, todas localizadas cerca de Santiago, en la comuna de Lampa.
Tuvo numerosas condecoraciones de Chile y países extranjeros.
Dejó de existir en Santiago, el 27 de marzo de 1908.
Por Decreto Supremo N.º 1768, el 30 de septiembre de 1937 (B/O N.º  40, Pág. 1116), fue nombrado héroe patronímico del Regimiento de Ingenieros N.º 3 "Curicó".